# ブレブ (細胞生物学)

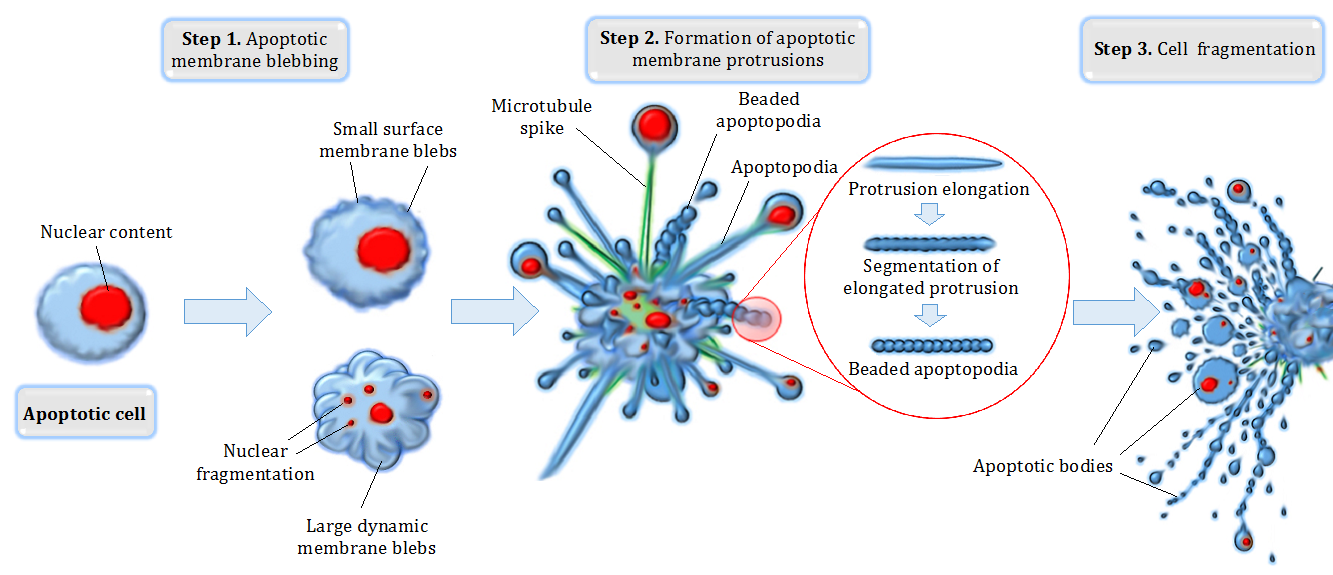
ブレブ形成は、アポトーシス時の細胞の解体の第一段階である。

細胞生物学においてブレブ（英: bleb）とは、細胞膜が外側へ膨らんで突出した領域を指し、水膨れのような球状でかさ高い形態によって特徴づけられる。ブレブはアポトーシス（プログラム細胞死）の際に観察されるのが最も一般的であるが、細胞の遊走や浸潤などアポトーシス以外の過程でも観察される。

## 形成

### 形成の開始と拡大
ブレブ形成は、アクチン皮質においてアクトミオシンの収縮が起こった際に細胞質に生み出される内圧によって駆動される。この際に生じる膜とアクチン皮質との間の相互作用の破壊は、ミオシンの活性に依存している。ブレブ形成の開始段階は、細胞内の圧力の上昇、皮質-膜間のリンカータンパク質の減少、アクチン皮質構造の劣化という主に3つの因子の影響を受ける。アクチン皮質と膜との連結の完全性は、皮質が無傷であるかどうか、そしてどれだけ多くのタンパク質が両者を連結しているかに依存している。3つの因子のうち1つまたは2つが存在しているだけでは、ブレブ形成の駆動には不十分であることが多い。また、ブレブ形成はミオシンの収縮性の増大や局所的なミオシン活性の増大とも関連している。
ブレブ形成は、皮質構造の局所的な破裂または皮質の細胞膜からの局所的な解離の2通りの方法で開始される。その結果、細胞質が流動する弱点が形成され、皮質から膜が引き剥がされることで表面積が増大し、膜の膨らみが拡大する。またそれと同時にアクチン濃度も低下する。細胞質流動は細胞内の静水圧によって駆動される。ブレブの拡大が起こるためには圧力が一定の閾値に達する必要があり、この閾値は細胞の変形に対する細胞膜の抵抗力に打ち勝つために必要な圧力である。

### 人為的誘導
複数の実験室的細胞モデルにおいて、さまざまな手法でブレブ形成を人為的に誘導できることが知られている。一例として、細胞へマイクロピペットを挿入し、皮質と膜の間の結合が破壊されるまで急速な吸引を行うことでブレブ形成を引き起こすことができる。また皮質と膜の間の結合の破壊はレーザーアブレーションやアクチンの脱重合を誘導する薬剤の注入によっても引き起こすことができ、どちらも最終的には細胞膜のブレブ形成が引き起こされる。ミオシンの収縮性を人為的に高めることでも細胞のブレブ形成が誘導されることが示されている。
ポックスウイルスの一種であるワクシニアウイルスなど一部のウイルスは、表面タンパク質に結合することで細胞にブレブ形成が誘導されることが示されている。正確な機構は十分には解明されていないが、この過程はビリオンのエンドサイトーシスやその後の感染に重要である。

## 細胞機能

### アポトーシスにおける機能
ブレブ形成は、アポトーシスの明確な特徴の1つである。アポトーシス（プログラム細胞死）の際には、細胞の細胞骨格は解体され、膜は外側へ膨れることとなる。こうした膨らみが細胞質の一部とともに細胞から切り離され、apoptotic blebと呼ばれるものとなる。アポトーシス時には2種類のブレブが形成されることが知られている。アポトーシスの序盤には表面に小さなブレブが形成されるが、より後期の段階ではdynamic blebと呼ばれる大きなブレブが形成され、これらには断片化した細胞核やオルガネラの一部が含まれている場合もある。

### 細胞遊走における機能
ラメリポディアとともに、ブレブは細胞遊走において重要な役割を果たしている。遊走中の細胞は極性的なブレブ形成を行うことができ、細胞の先導端でのみブレブ形成が生じる。二次元的に移動している細胞は、接着分子を利用して環境中で牽引力を得ることができ、その一方で先導端にブレブが形成される。ブレブを形成することで細胞の重心は前方に移動し、細胞質の全体的移動が達成される。また、細胞はchimneyingと呼ばれる過程によって、ブレブ形成を介した三次元的移動を行うこともできる。この過程では、細胞は自身を押し込むことで上下の基質に対して圧力をかけ、先導端のブレブを拡大することで細胞は正味の前進運動を行う。

### その他の機能
ブレブ形成は、細胞分裂や物理的・化学的ストレスなどその他の細胞過程にも重要な機能を果たしている。ブレブは培養細胞でも細胞周期の特定の段階に観察される。こうしたブレブは胚発生時の細胞の移動にも利用されている。

## 阻害

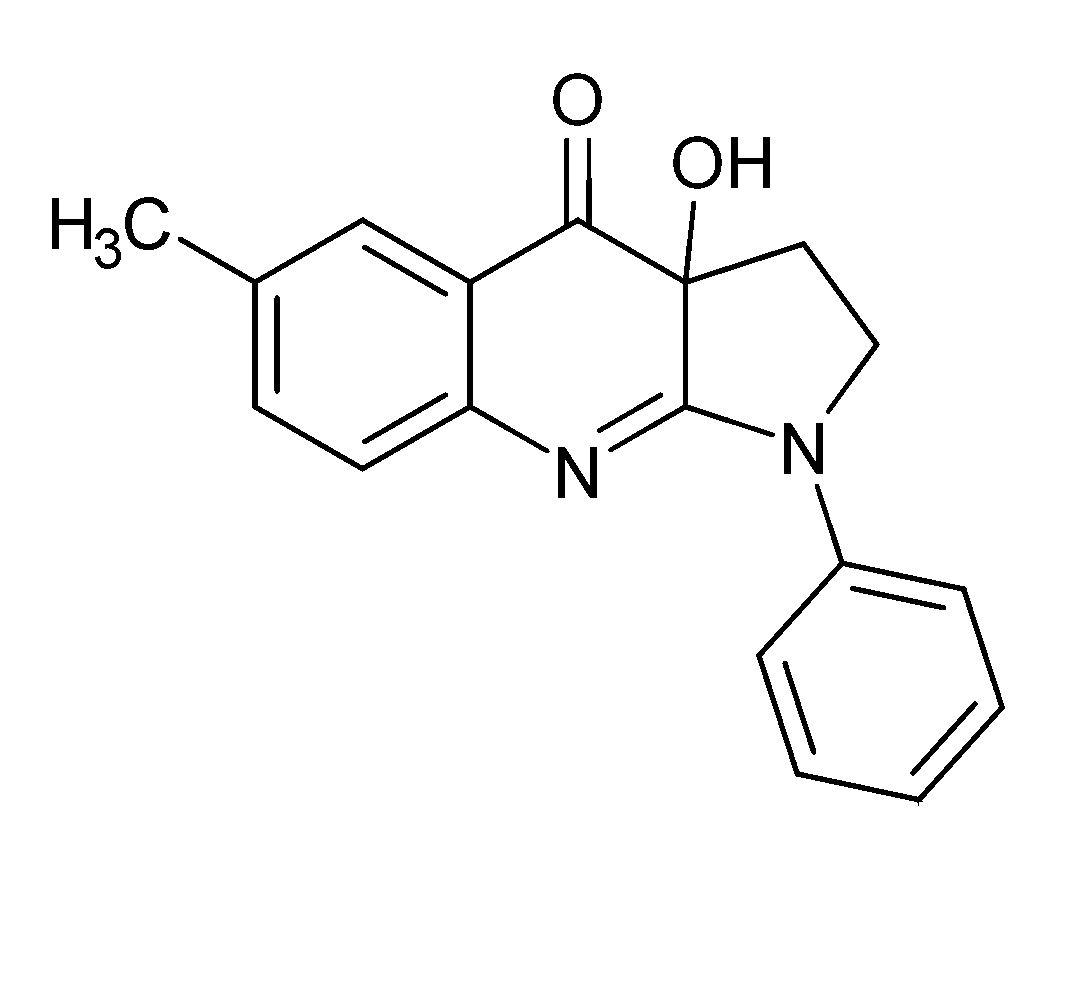
ブレビスタチンの化学構造

2004年に、ブレビスタチンと呼ばれる化合物がブレブの形成を阻害することが示された。この化合物は、非筋細胞ミオシンIIAの低分子阻害剤のスクリーニングから発見された。ブレビスタチンはミオシンIIのアクチン結合部位とATP結合部位の近傍に結合することで、アロステリックに阻害を行う。この相互作用によってアクチンに結合していないミオシンIIの一形態が安定化され、アクチンへの親和性が低下する。ブレビスタチンはミオシンの機能に干渉することで、細胞骨格と細胞膜との相互作用面に作用する収縮力を変化させ、ブレブ形成に必要な細胞内圧の蓄積を妨げる。ブレビスタチンは、線維症、がん、神経損傷の治療への医学的応用の研究が行われている。しかしながらブレビスタチンは細胞毒性、感光性、蛍光性を有することが知られており、こうした問題を解消した新規誘導体の開発が行われている。こうした誘導体としては、azidoblebbistatin、para-nitroblebbistatin、para-aminoblebbistatinなどがある。

## 関連文献
- “Life and times of a cellular bleb”. Biophysical Journal 94 (5):  1836–1853. (March 2008). Bibcode: 2008BpJ....94.1836C. doi:10.1529/biophysj.107.113605. PMC 2242777. PMID 17921219.
- “Reassembly of contractile actin cortex in cell blebs”. The Journal of Cell Biology 175 (3):  477–490. (November 2006). doi:10.1083/jcb.200602085. PMC 2064524. PMID 17088428.
- “Membrane tether formation from blebbing cells”. Biophysical Journal 77 (6):  3363–3370. (December 1999). Bibcode: 1999BpJ....77.3363D. doi:10.1016/S0006-3495(99)77168-7. PMC 1300608. PMID 10585959.
- Drug Stops Motor Protein, Shines Light on Cell Division - FOCUS March 21, 2003. Retrieved April 8, 2008.
- “Regulation of plasma membrane blebbing by the cytoskeleton”. Journal of Cellular Biochemistry 73 (4):  488–499. (June 1999). doi:10.1002/(SICI)1097-4644(19990615)73:4<488::AID-JCB7>3.0.CO;2-P. PMID 10733343.